# Wu Wenguang
Wu Wenguang (吴文光S, Wú WénguāngP) (Yunnan, 1956) è un regista cinese.
Viene riconosciuto a livello internazionale come una delle figure fondatrici del movimento indipendente documentarista cinese. Il suo primo film, Bumming in Beijing: The Last Dreamers, comprende un grande insieme di riprese con telecamera a mano e interviste. In netto contrasto con documentari cinesi prodotti in precedenza, generalmente attentamente pianificati e studiati.

## Biografia
A partire dal 1990 con il film Bumming in Beijing: The Last Dreamers, su una comunità di artisti alla periferia di Pechino, Wu Wenguang rompe gli schemi del documentario istituzionale, per cercare un approccio più oggettivo, con l'uso della camera a mano e il ricorso alle interviste per dar la parola agli stessi protagonisti, in una vera e propria inchiesta sul campo che documenta, denuncia, svela fenomeni e mutazioni della Cina contemporanea. Analoga ricerca della verità sarà presente negli altri suoi lavori, da Schifai weijia (1995) a Jiang Hu: Life on the Road (1999) a He min gong ciao wu (2002) dove l'inusuale performance degli operai delle fabbriche tessili, provenienti dai distretti poveri del Sichuan dà lo spunto per raccontare le storie di questi attori non professionisti, al provocatorio Fuck Cinema (2005).

## Filmografia

### Regista

#### Documentari
- Bumming in Beijing: The Last Dreamers (1990)
- 1966, wo de Hongweibing shidai (1993)
- Schifai weijia (1995)
- Jiang Hu: Life on the Road (1999)
- He min gong ciao wu (2002)
- Fuck Cinema (2005)